# Innimond
Innimond település Franciaországban, Ain megyében. Lakosainak száma 92 fő (2022. január 1.). Innimond Ambléon, Cheignieu-la-Balme, Contrevoz, Lompnas, Marchamp, Ordonnaz és Saint-Germain-les-Paroisses községekkel határos.

## Népesség
A település népességének változása:
| Lakosok száma | 143  | 82   | 81   | 108  | 117  | 106  | 89   | 87   | 86   | 92   |
|               | 1968 | 1982 | 1990 | 2006 | 2013 | 2015 | 2017 | 2019 | 2020 | 2022 |